# جذر الثعبان الهندي

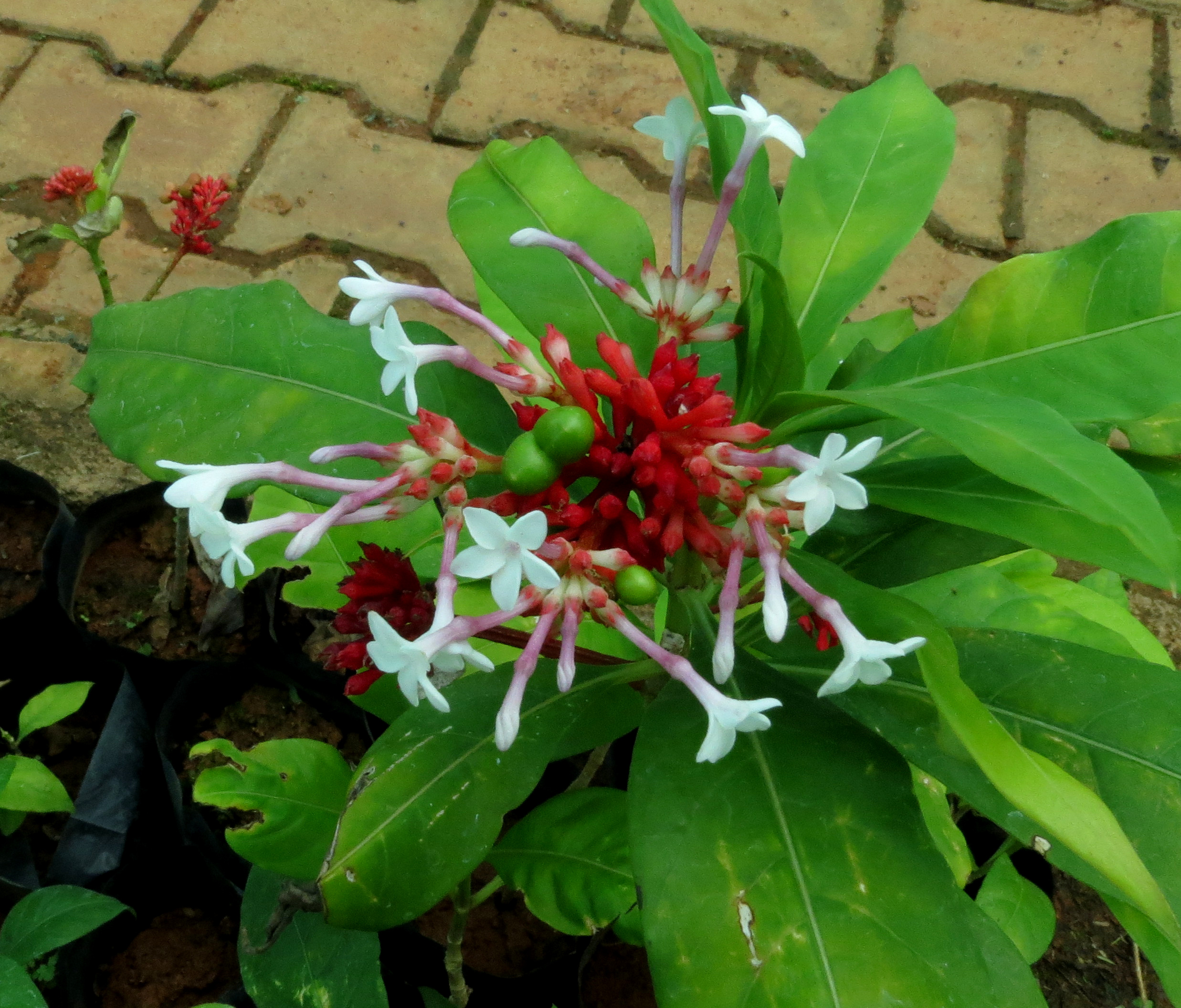

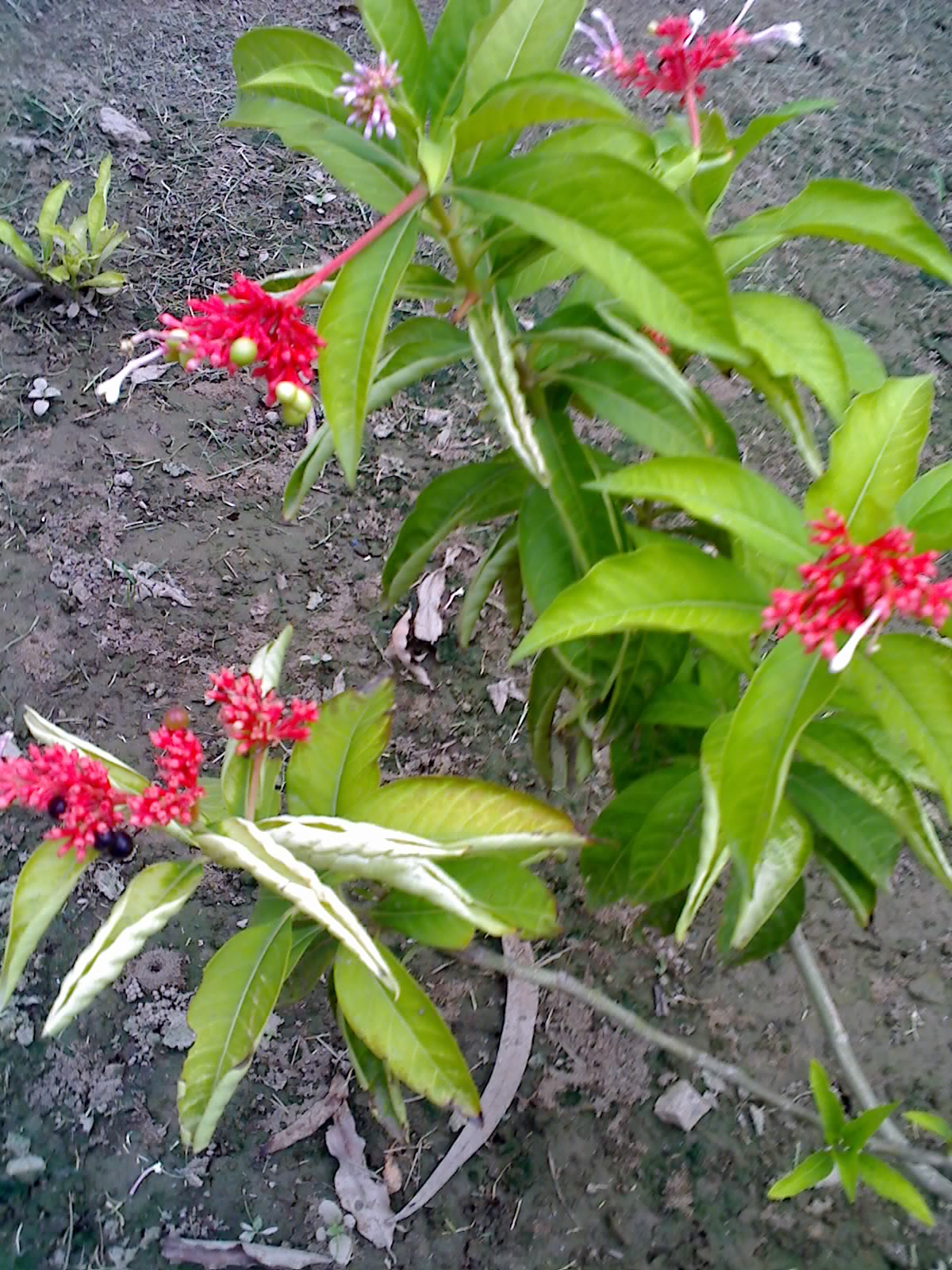

جذر الثعبان الهندي أو الروالفيا  أو الراتانيا (بالإنجليزية: Indian snakeroot)‏ أو (sarpagandha) من اللغة الهندية (सर्पगन्धा) واسمه العلمي Rauvolfia serpentina هو نبات مزهر من الفصيلة الدفلية. أصل النبات من شبه القارة الهندية وشرق آسيا (من الهند وإندونيسيا).

## الاستخدامات الطبية
جذر الثعبان الهندي يحتوي على عدد من المكونات الكيميائية الفعالة مثل يوهيمبين وريزيربين وأجملين ودزربيدين ورسينامين وسربنتينين.
خلاصة النبات استخدمت في الهند لآلاف السنين، فقد استخدمه الإسكندر الأكبر لشفاء قائده بطليموس من إصابته بسهم مسموم. ويذكر أن المهاتما غاندي قد استخدمه مهدئا للأعصاب خلال حياته.
كما استخدم لآلاف السنين لعلاج لسعات الحشرات وعضات الزواحف السامة. إن مادة ريزيربين التي يحتويها عذا النبات استخدمت في محاولات لعلاج فرط ضغط الدم وبعض الأمراض العقلية مثل الفصام، وقد كان استخدامها شائعا ومرغوبا في الغرب لفترة من 1954 إلى 1957.
تقول جمعية السرطان الأمريكية:
| جذر الثعبان الهندي | الأدلة العلمية المتوفرة لا تدعم الادعاءات التي تقول أن جذر الثعبان الهندي فعال في علاج السرطان وأمراض الكبد والأمراض العقلية. فهو يحتوي على أعراض جانبية خطيرة كثيرة ومن المحتمل أنه يزيد من مخاطر السرطان. | جذر الثعبان الهندي |

إن جذر الثعبان الهندي هو أحد النباتات الخمسين الأساسية في الطب الصيني ويحمل اسم شيگن مو ((بالصينية: 蛇根木)) أو ييندو شيمو ((بالصينية: 印度蛇木)).